# NGC 4357
NGC 4357 (другие обозначения — NGC 4381, UGC 7478, MCG 8-23-17, ZWG 244.10, KARA 528, PGC 40296) — галактика в созвездии Гончие Псы.
Этот объект занесён в новый общий каталог несколько раз, с обозначениями NGC 4357, NGC 4381.
Этот объект входит в число перечисленных в оригинальной редакции «Нового общего каталога».
В галактике вспыхнула сверхновая SN 1996B. Её пиковая видимая звёздная величина составила 17,5.